# James Hunt
James Simon Wallis Hunt (29. august 1947–15. juni 1993) var en britisk racerkører. Han vandt Formel 1-mesterskabet i 1976.
James Hunt debuterede i Formel 1 i 1973 i Monaco, hvor han var 9. plads i løbet. Han tog sin første podieplacering i Holland, og hans første Formel 1-sejr var i det samme sted i 1975.
Den 2. september 2013 havde filmen "RUSH" premiere. Filmen handler om ham og hans største rival, Niki Lauda, forhold til hinanden. Den har alle de store øjeblikke fra deres rivalisering. Filmen forgår hovedsageligt omkring verdensmesterskabet i 1976. Filmen er instrueret af Ron Howard.